# Todd May
Todd Gifford May (ur. 1955 w Nowym Jorku) – amerykański filozof oraz wykładowca specjalizujący się w tematach egzystencjalizmu, filozofii moralnej, poststrukturalizmu, anarchizmu i postanarchizmu. Obecnie jest profesorem filozofii na Uniwersytecie Clemson na Wydzile Filozofii i Religii.

## Życiorys
Ukończył studia licencjackie w 1978 na Uniwersytecie Browna, w 1982 studia magisterskie na kierunku psychologia Duquesne University, natomiast w 1989 obronił doktorat z filozofii na Uniwersytecie Stanu Pensylwania. Jego praca nosiła tytuł Psychology, Knowledge, Politics: The Epistemic Grounds of Michel Foucault's Genealogy of Psychology.  
W 1994 May wydał książkę The Political Philosophy of Poststrukturalist Anarchism, którą zainicjował to, co nazwał „poststrukturalistycznym anarchizmem” (później określonego jako postanarchizm), opowiadając się za teorią opartą na poststrukturalistycznym rozumieniu władzy, szczególnie poprzez prace Michela Foucaulta i Emmy Goldman, przyjmując podejście anarchistyczne do etyki.   
May opublikował prace dotyczące głównych filozofów poststrukturalistycznych  w tym Gillesa Deleuze'a i Michela Foucaulta. Jest również autorem książek popularnonaukowych na bardziej ogólne tematy, w tym Our Practices, Our Selves, or, What It Means to Be Human (2001), Death (2008), Friendship in an Age of Economics: Resisting the Forces of Neoliberalism (2014), A Significant Life: Human Meaning in a Silent Universe (2015), A Fragile Life: Accepting Our Vulnerability (2017).   
May, wraz z Pamelą Hieronymi, byli doradcami filozoficznym serialu telewizyjnego NBC Dobre Miejsce. Razem pojawili się jako cameo w ostatnim odcinku.  

## Publikacje
- Between Genealogy and Epistemology (1993)
- The Political Philosophy of Poststructuralist Anarchism (1994)
- Reconsidering Difference (1997)
- Our Practices, Our Selves, or, What It Means to Be Human (2001)
- Operation Defensive Shield (2003)
- The Moral Theory of Poststructuralism (2004)
- Gilles Deleuze (2005)
- Philosophy of Foucault (2006)
- The Political Thought of Jacques Ranciere: Creating Equality (2008)
- Death (2008)
- Friendship in an Age of Economics: Resisting the Forces of Neoliberalism (2014)
- A Significant Life: Human Meaning in a Silent Universe (2015)
- Nonviolent Resistance: A Philosophical Introduction (2015)
- A Fragile Life: Accepting Our Vulnerability (2017)
- A Decent Life: Morality for the Rest of Us (2019)